# Топонимия Мьянмы

Административное деление Мьянмы

Топонимия Мьянмы — совокупность географических названий, включающая наименования природных и культурных объектов на территории Мьянмы. Структура и состав топонимии страны обусловлены её географическим положением, этническим составом населения и богатой историей.

## Название страны
Название страны «Мьянма» (бирм. မြန်မာ) означает «быстрый», «сильный» и перекликается со словом «Мья», имеющим значение «изумруд». Согласно данным Е. М. Поспелова, слово «Мьянма» означает «страна народа мьянь». Бирманцами, составляющими большинство населения страны, используется самоназвание «Бама́» (бирм. ဗမာ). До 1989 года государство официально именовалось Социалистической Республикой Бирма́нский Союз, а сокращённо — Би́рмой. Название «Бирма» имеет иностранное происхождение и внутри страны непопулярно.
В октябре 2010 года Мьянма сменила название страны с «Союз Мьянма» на «Республика Союз Мьянма» (бирм. ပြည်ထောင်စု သမ္မတ မြန်မာနိုင်ငံတော် «Пьидаунзу Мьянма Найнгандо»), также были изменены герб и флаг государства.

## Формирование и состав топонимии
Основной пласт топонимии Мьянмы составляют названия бирманского происхождения, встречаются также топонимы шанские, качинские и других языков народов Мьянмы. Кроме того, встречаются иноязычные названия, среди которых большой пласт составляют палийские, возникшие в период распространения буддизма в Мьянме. Они настолько укоренились в бирманском языке, что часто их бывает сложно отличить от собственно бирманских.
Значительно меньше топонимов из санскрита и монских. Встречаются топонимы из языков сопредельных государств: индийские, малайские, тайские, китайские, в небольшом количестве — арабские. Англоязычные названия, появившиеся в стране в период колониального господства Великобритании, в настоящее время в основной массе заменены на бирманские и адаптированы бирманским языком. Наличествуют также гибридные топонимы, образовавшиеся в процессе взаимодействия языков народов Мьянмы: моно-бирманские, качино-шанские, палийско-бирманские и т. д..
Собственно бирманские топонимы можно разделить на простые (однословные) и сложные, состоящие из двух и более топооснов. Сложные топонимы образуются главным образом соединением основ по следующим моделям:
1. «Cуществительное+прилагательное». В этой модели в основном прилагательные стоят после существительного, но иногда встречается и обратный порядок. Наиболее продуктивными в бирманской топонимии являются качественные прилагательные, выражающие отношения свойств и качества предметов, их размеры и т. д., например: Чаучи — «большой камень» (чау — «камень», чи — «большой»), Схани — «красная соль» (сха -«соль», ни- «красный»), Мьинге — «малая река» (мьи — «река», нге — «малый») и т. д. При этом среди сочетаний модели «существительное+прилагательное» необходимо отличать топонимы, в которых прилагательные обозначают географические ориентиры — северный, южный. западный. восточный:Янбьеаше (аше — «восточный»), Янбьеанау (анау- «западный»)[5].
2. «Существительное+числительное», при этом числительное выступает в роли определения:Таунтоунлоун — «Три горы» (таун -«гора», тоун -«три», лоун — счётное слово).
3. «Существительное+существительное». Первое существительное выступает в функции определения, а второе чаще всего представляет собой географический термин: Шуэдаун — «Золотая гора» (шуэ — «золото», даун — «гора»), Нгуэдаун — «Серебряная гора» (нгуэ — «серебро»,даун — «гора»), Таемьо — «Манговый город» (тае — «манго», мье -«город»)[5].

Встречаются также топонимы, состоящие из трёх и более компонентов: Шуэньяуннин («дерево золотого банана»), Мьенигаун («холм красной земли») и т. д..
Положение географических терминов после названия является особенностью бирманской топонимии. Однако встречается категория топонимов, где географический термин предшествует названию, например, гора Лойлум (лой — «гора»), река Намтам (нам — «река»).
Для топонимии Мьянмы характерны географические термины нам — «река», е — «вода», лой, нгмья — «гора», то — «лес», мьо, менг — «город», ван — «селение, деревня», нге — малый,пинле — море, таунгйом — горный хребет, ти — новый, чи- большой и т. д. Поскольку государственная граница Мьянмы сдвинута в сторону Индии, то в северо-восточном Ассаме и Бангладеш имеется ареал мьянманской топонимии. Названия на -пур, характерные для индийской топонимии, здесь крайне редки, ойконимы приобретают другую форму.
Согласно классификации В. А. Жучкевича, топонимы Мьянмы могут быть отнесены к пяти группам. Примерами I группы (названия, возникшие в связи с природными условиями местности) могут быть Тети («высокое дерево»), Схинньючун («остров белого слона»), Ньяунчо («свежий банан»), Таунджи (« большая гора») и др. Ко II группе (названия, возникшие на основе социальных и экономических явлений) могут быть отнесены Мьинджан («лошадиный двор»), Мьоти («город с торгом») и др., к III группе (названия, характеризующие особенности объекта) — Юаджи («деревня у воды»), Мьичина («город у большой реки») и др., к IV группе (патронимические названия, в их основе — собственные имена людей) — Минджи («великий король») и т. д..

## Топонимическая политика
Топонимической политикой в стране занимается Управление по национальным географическим названиям, созданное в 2002 году.